# Agelenopsis actuosa
Agelenopsis actuosa es una especie de araña del género Agelenopsis, familia Agelenidae. Fue descrita científicamente por Gertsch & Ivie en 1936.
Se distribuye por Canadá y los Estados Unidos. La especie se mantiene activa durante los meses de enero, julio, agosto y octubre.